# ليتي (مقاطعة)
مقاطعة ليتي أو لَيْتَة (بالإسبانية: Provincia de Leyte) مقاطعة تقع في وسط الفلبين. بلغ عدد سكانها 1.592.336 عام 2007 وعاصمتها مدينة تاكلوبان.

## السياحة
تُعد مقاطعة ليتي وجهة سياحية مميزة في منطقة بيسايا الشرقية، حيث تمتزج الطبيعة الخلابة بالتاريخ والثقافة المحلية، تشتهر بشواطئها الهادئة ومياهها الصافية، إلى جانب جزرها الصغيرة مثل كالانغامان بجمالها الطبيعي الفريد، كما تحتضن المقاطعة مواقع تاريخية بارزة، وشلالات، ومساحات خضراء، ما يجعلها مناسبة لمحبي الاسترخاء والمغامرات الطبيعية على حد سواء.

## أعلام
- فرنسيس بي. واي
- جورج بنجامين جونيور
- هارولد إتش مون جونيور